# Авала про филм
„Авала Про Филм“, Београд, је било друштвено кинематографско предузеће које се бавило увозом, пласманом, дистрибуцијом страних филмских наслова и продукцијом домаћих дугометражних остварења.

## Филмографија
| Год.  | Назив                             | Улога                           |
| ----- | --------------------------------- | ------------------------------- |
| 1977. | Љубавни живот Будимира Трајковића |                                 |
| 1977. | Бештије                           |                                 |
| 1978. | Тигар (филм)                      |                                 |
| 1978. | Љубав и бијес                     |                                 |
| 1978. | Двобој за јужну пругу             |                                 |
| 1978. | Тренер (филм)                     |                                 |
| 1978. | Трен                              |                                 |
| 1979. | Радио Вихор зове Анђелију         |                                 |
| 1979. | Освајање слободе                  |                                 |
| 1979. | Јована Лукина                     |                                 |
| 1979. | Другарчине                        |                                 |
| 1981. | Дечко који обећава                |                                 |
| 1981. | Берлин капут                      |                                 |
| 1982. | Саблазан                          |                                 |
| 1982. | Смрт господина Голуже             |                                 |
| 1983. | Степенице за небо                 | извршни продуцент и дистрибутер |
| 1983. | Хало такси                        | продуцент и дистрибутер         |
| 1984. | Грозница љубави                   | извршни продуцент и дистрибутер |
| 1985. | Није лако са мушкарцима           | извршни продуцент и дистрибутер |
| 1985. | Јагоде у грлу                     | извршни продуцент и дистрибутер |
| 1986. | Протестни албум                   | продуцент и дистрибутер         |
| 1987. | У име народа                      | копродуцент и дистрибутер       |